# Emmerich Kálmán
Emmerich Kálmán (Siófok, 24 ottobre 1882 – Parigi, 30 ottobre 1953) è stato un compositore ungherese.

## Biografia
Emmerich Kálmán era conosciuto anche con il nome di Imre Kálmán. Nato a Siófok, sulla costa sud del Lago Balaton, in Ungheria (al tempo parte dell'Impero austro-ungarico), da una famiglia ebrea. Inizialmente desiderava diventare un pianista da concerti ma, a causa di una precoce artrite, si concentrò invece sulla composizione. Studiò teoria musicale e composizione all'Accademia Reale Nazionale Ungherese di Musica (poi Accademia Musicale di Budapest), dove fu compagno di studi di Béla Bartók e Zoltán Kodály sotto l'insegnamento di Hans Kössler. I suoi primi poemi sinfonici furono ben accolti, sebbene non riuscisse a farli pubblicare.

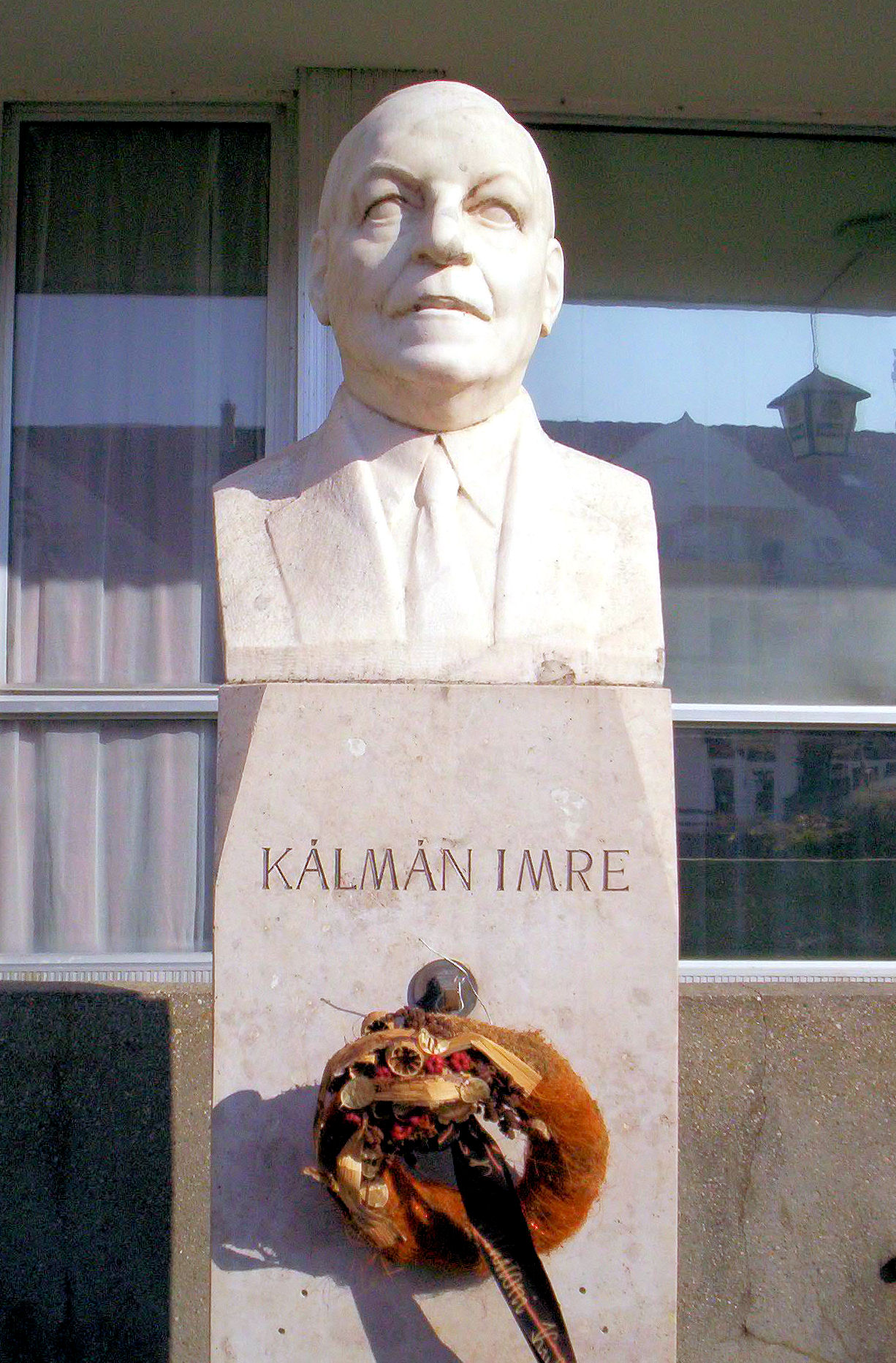
Monumento a Kálmán

Comunque, la popolarità raggiunta dalle sue canzoni allegre lo portò alla composizione di operette. 
Il suo primo grande successo fu Tatárjárás, che in tedesco prende il titolo di Ein Herbstmanöver (Manovre d'autunno) e in inglese di The Gay Hussars. Viene rappresentata al Lustspieltheater di Budapest il 22 febbraio 1908. Poi si trasferisce a Vienna dove acquista fama mondiale componendo le operette Der Zigeunerprimas, Die Csárdásfürstin, Gräfin Mariza, e Die Zirkusprinzessin.
Kálmán e Franz Lehár sono i principali compositori di quella che viene chiamata l'"età d'argento" dell'operetta viennese, durante il primo quarto del XX secolo. Divenne molto conosciuto per la sua fusione del valzer Viennese con le csárdás ungheresi. Kálmán fu anche, polifonicamente e melodicamente, un devoto seguace di Giacomo Puccini, mentre nelle sue orchestrazioni impiegò le principali caratteristiche tecniche della musica di Tchaikovsky.
Il piccolo re va in scena il 4 dicembre 1914 al Teatro Reinach di Parma.
Zsuzsi kisasszony (Signorina Zsuzsi) ha la prima assoluta a Budapest il 23 febbraio 1915 e nella versione inglese Miss Springtime di Guy Bolton e P.G. Wodehouse e Herbert Reynolds ha la première al New Amsterdam Theatre di New York per il Broadway theatre il 25 settembre 1916 arrivando a 224 recite.
La ragazza olandese va in scena al Teatro Reinach di Parma il 16 novembre 1921.
Die Bajadere o La Bajadera il 23 dicembre 1921 (operetta in 3 atti, libretto di Julius Brammer ed Alfred Grünwald) ha la prima assoluta nel Carltheater di Vienna ed arriva a 353 recite e come The Yankee Princess (version di William Baron e B.G. deSylva) al Knickerbocker Theatre di New York per il Broadway theatre ha la prima il 2 ottobre 1922 arrivando a 80 recite.
Nel Teatro La Fenice di Venezia l'8 aprile 1922 avviene la prima di "La ragazza olandese" ed il 15 novembre dello stesso anno la prima rappresentazione in Italia di La bajadera ed al Teatro Reinach di Parma va in scena il 1º maggio 1923.
Gräfin Mariza (libretto di Brammer e Grünwald) ha la prima assoluta con grande successo al Theater an der Wien 28 febbraio 1924 diretta da Anton Paulik con Richard Waldemar arrivando 374 recite ed in inglese Countess Mariza ha la prima il 18 settembre 1926 nel Shubert Theatre di New York per il Broadway theatre dove arriva a 321 recite, al Palace Theatre di Londra il 6 luglio 1938 ed all'English National Opera nel 1983. La contessa Maritza va in scena al Teatro Reinach di Parma il 1º ottobre 1926.
La principessa del circo va in scena al Teatro Reinach di Parma il 23 maggio 1928 per la Compagnia di operette ed opere comiche della casa musicale Mauro.
Lasciò l'Europa per sfuggire alla persecuzione nazista, andando a vivere in California. Acquistò la cittadinanza americana nel 1942. Ritornò in Europa da New York nel 1949, stabilendo la sua residenza a Parigi, dove morì quattro anni dopo.

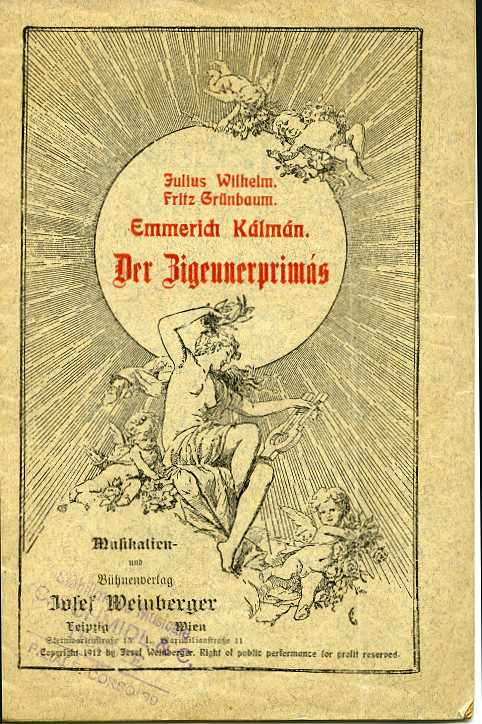
Libretto del 1912 dell'operetta
"Der Zigeunerprimás".

## Lavori

### Operette
- Tatárjárás - Ein Herbstmanöver (Manovre d'autunno), 1908
- Az Obsitos, 1910
- Der Zigeunerprimas, 1912
- The Blue House, 1912
- Der kleine König (Il piccolo re), 1912 al Theater an der Wien con Mizzi Günther
- Gold gab ich für Eisen, 1914 (Spartito in PDF[collegamento interrotto])
- Zsuzsi kisasszony, 1915 a Budapest con Mizzi Günther
- Die Csárdásfürstin (La principessa della Czarda), 1915
- Die Faschingsfee o Zsuzsi kisasszony (La fata del carnevale), 1917
- Das Hollandweibchen, (La ragazza olandese) 1919 in 3 atti, libretto di Leo Stein (scrittore) e Béla Jenbach
- Die Bajadere o La Bajadera, 1921
- Gräfin Mariza (La Contessa Mariza), 1924
- Die Zirkusprinzessin (La principessa del circo), 1926 al Theater an der Wien con Richard Waldemar
- Golden Dawn, 1927
- Die Herzogin von Chicago (La duchessa di Chicago), 1928 al Theater an der Wien
- Das Veilchen vom Montmartre, 1930
- Der Teufelsreiter, 1932 al Theater an der Wien con Joseph Egger
- Kaiserin Josephine, 1936
- Marinka, 1945
- Arizona Lady, 1954